# Les Arènes (film)
Pour plus de détails, voir Fiche technique et Distribution.
Les Arènes est un film dramatique français réalisé par Camille Perton et sorti en 2024,.

## Fiche technique
Sauf indication contraire, les informations mentionnées dans cette section peuvent être confirmées par les bases de données cinématographiques IMDb et Allociné,  présentes dans la section « Liens externes ».
- Titre original : Les Arènes
- Réalisation : Camille Perton
- Scénario : Camille Perton
- Musique :
- Décors : Laurent Baude
- Costumes : Léa Forest
- Photographie : Martin Roux
- Son : Margaux Peyre
- Montage : Cyrielle Thélot
- Production : Judith Lou Lévy et Eve Robin
- Société de production : Les Films du Bal et Auvergne-Rhône-Alpes
- Société de distribution : The Jokers Films
- Pays de production :  France
- Langue originale : français et anglais
- Format : couleur — 2,39:1 — son 5.1
- Genre : Drame
- Durée : 94 minutes
- Dates de sortie :
  - France : 
    - 15 décembre 2024 (Les Arcs Film Festival)
    - 7 mai 2025 (en salles)

## Distribution
- Sofian Khammes : Mehdi
- Iliès Kadri : Brahim Chekir
- Édgar Ramírez : Francis
- Lorenzo Zurzolo : Carmine
- Fehdi Bendjima : Paul
- Côme Levin : Ariel Anski
- Grégoire Colin : Philippe Mattei
- Karimouche : Yasmine
- Miglen Mirtchev : Vadim Berezovsky
- Gilles Gaston-Dreyfus : le maire
- François Chattot : Lionel Simonian
- Eric Stéphane Mabiala : Ismaïla
- Polska : Irina